# Gibson County (Indiana)
Das Gibson County ist ein County im US-amerikanischen Bundesstaat Indiana. Im Jahr 2010 hatte das County 33.503 Einwohner und eine Bevölkerungsdichte von 26,5 Einwohnern pro Quadratkilometer. Der Verwaltungssitz (County Seat) ist Princeton.

## Geographie
Das County liegt fast im äußersten Südwesten von Indiana am östlichen Ufer des Wabash River, der die Grenze zu Illinois bildet. Es hat eine Fläche von 1293 Quadratkilometern, wovon 27 Quadratkilometer Wasserfläche sind. An das Gibson County grenzen folgende Nachbarcountys:
| Wabash County (Illinois)  | Knox County                      |                |
| Edwards County (Illinois) |                                  | Pike County    |
| White County (Illinois)   | Vanderburgh County, Posey County | Warrick County |

## Geschichte
Das Gibson County wurde am 9. März 1813 aus Teilen des Knox County gebildet. Benannt wurde es nach John Gibson, einem amerikanischen General und Gouverneur des Indiana Territoriums (1812–1813).
9 Bauwerke und Stätten des Countys sind im National Register of Historic Places eingetragen (Stand 1. September 2017).

## Demografische Daten

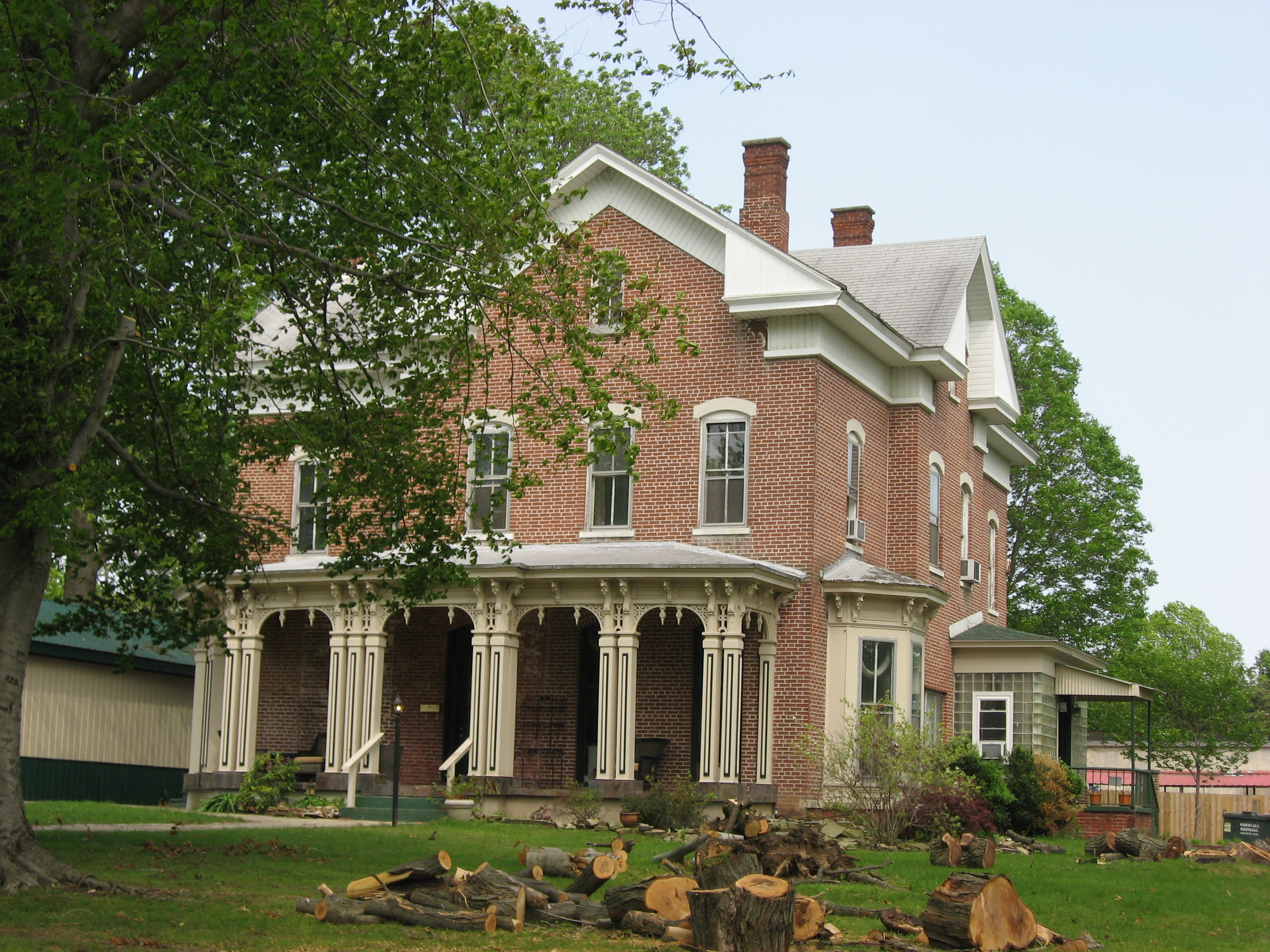
Das Welborn-Ross House, gelistet im NRHP

Nach der Volkszählung im Jahr 2010 lebten im Gibson County 33.503 Menschen in 13.001 Haushalten. Die Bevölkerungsdichte betrug 26,5 Einwohner pro Quadratkilometer. In den 13.001 Haushalten lebten statistisch je 2,5 Personen.
Ethnisch betrachtet setzte sich die Bevölkerung zusammen aus 95,7 Prozent Weißen, 2,0 Prozent Afroamerikanern, 0,2 Prozent amerikanischen Ureinwohnern, 0,5 Prozent Asiaten sowie aus anderen ethnischen Gruppen; 1,5 Prozent stammten von zwei oder mehr Ethnien ab. Unabhängig von der ethnischen Zugehörigkeit waren 1,4 Prozent der Bevölkerung spanischer oder lateinamerikanischer Abstammung.
23,8 Prozent der Bevölkerung waren unter 18 Jahre alt, 60,7 Prozent waren zwischen 18 und 64 und 15,5 Prozent waren 65 Jahre oder älter. 50,3 Prozent der Bevölkerung war weiblich.
Das jährliche Durchschnittseinkommen eines Haushalts lag bei 46.872 USD. Das Pro-Kopf-Einkommen betrug 22.542 USD. 12,2 Prozent der Einwohner lebten unterhalb der Armutsgrenze.

## Ortschaften im Gibson County
Citys
- Princeton
- Oakland City

Towns
| - Fort Branch - Francisco - Haubstadt - Hazleton | - Mackey - Owensville - Patoka - Somerville |

Unincorporated Communitys
| - Baldwin Heights - Buckskin - Crawleyville - Dongola - Douglas - Durham | - East Mount Carmel - Giro - Gray Junction - Gudgel - Hickory Ridge - Johnson | - King - Lyles - Mount Olympus - Mounts - Oak Hill - Oatsville | - Saint James - Skelton - Warrenton |

## Gliederung
Das Gibson County ist in zehn Townships eingeteilt:

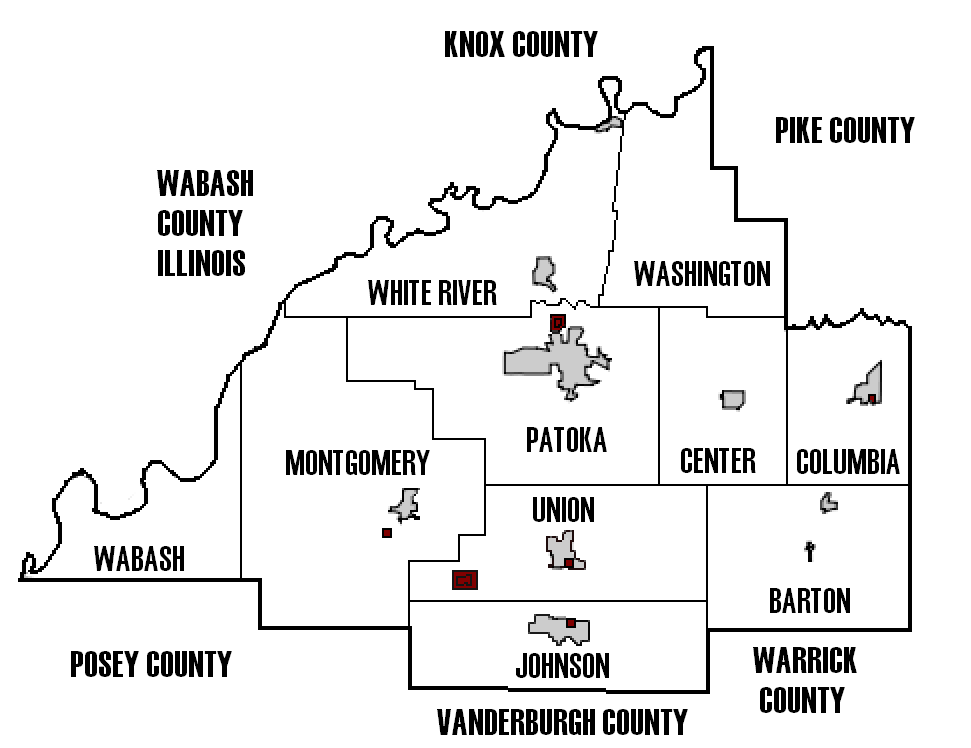
Einteilung des Gibson County

| Township             | Einwohner (2010) | FIPS     |
| -------------------- | ---------------- | -------- |
| Barton Township      | 1677             | 18-03556 |
| Center Township      | 1341             | 18-11314 |
| Columbia Township    | 3830             | 18-14662 |
| Johnson Township     | 4094             | 18-38682 |
| Montgomery Township  | 3996             | 18-50706 |
| Patoka Township      | 11.864           | 18-58338 |
| Union Township       | 4197             | 18-77300 |
| Wabash Township      | 30               | 18-79298 |
| Washington Township  | 785              | 18-80612 |
| White River Township | 1689             | 18-83888 |